# カール (ヘッセン＝フィリップスタール＝バルヒフェルト方伯)
カール・アウグスト・フィリップ・ルートヴィヒ・フォン・ヘッセン＝フィリップスタール＝バルヒフェルト（Karl August Philipp Ludwig von Hessen-Philippsthal-Barchfeld, 1784年6月27日 - 1854年7月17日）は、ドイツの諸侯家門ヘッセン家の一員で、ヘッセン＝フィリップスタール＝バルヒフェルト方伯家の当主（在位：1803年 - 1854年）。

## 生涯
ヘッセン＝フィリップスタール＝バルヒフェルト方伯アドルフと、その妻でザクセン＝マイニンゲン公アントン・ウルリヒの娘であるルイーゼの間の第2子、次男として生まれ、1803年に若くして家督を継いだ。プロイセン軍に仕官した後、ロシア軍に移ってナポレオン戦争を戦い、1812年のボロジノの戦いにも参加している。その後、さらにヘッセン選帝侯国の軍隊に移り、陸軍中将にまで昇進した。晩年はヘルレスハウゼンのアウグステナウ城（Schloss Augustenau）に引退した。

## 子女
1816年7月19日にエーリンゲンにおいて、ホーエンローエ＝インゲルフィンゲン侯フリードリヒ・ルートヴィヒの娘アウグステ（1793年 - 1821年）と最初の結婚をしたが、1821年に死別した。
- ベルタ・ヴィルヘルミーネ・カロリーネ・ルイーゼ・マリー（1818年 - 1888年） - 1839年、ベントハイム＝シュタインフルト侯ルートヴィヒと結婚
- エミーリエ（1821年 - 1836年）

1823年9月10日にシュタインフルトにおいて、ベントハイム＝シュタインフルト侯ルートヴィヒ・ヴィルヘルムの娘ゾフィー（1794年 - 1873年）と再婚し、間に4人の息子をもうけた。
- ヴィクトル（1824年 - 1846年）
- アレクサンダー（1826年 - 1841年）
- アレクシス・ヴィルヘルム・エルンスト（1829年 - 1905年） - ヘッセン＝フィリップスタール＝バルヒフェルト方伯家家長
- ヴィルヘルム・フリードリヒ・エルンスト（1831年 - 1890年）